# Cote (finance)
Pour les articles homonymes, voir Cote.
En finance et en économie, une cote est une évaluation (estimation) de la valeur d'une marchandise.
Cette notion est particulièrement utilisée dans la finance de marché ou sur le marché de l'art.